# Mort de Molière

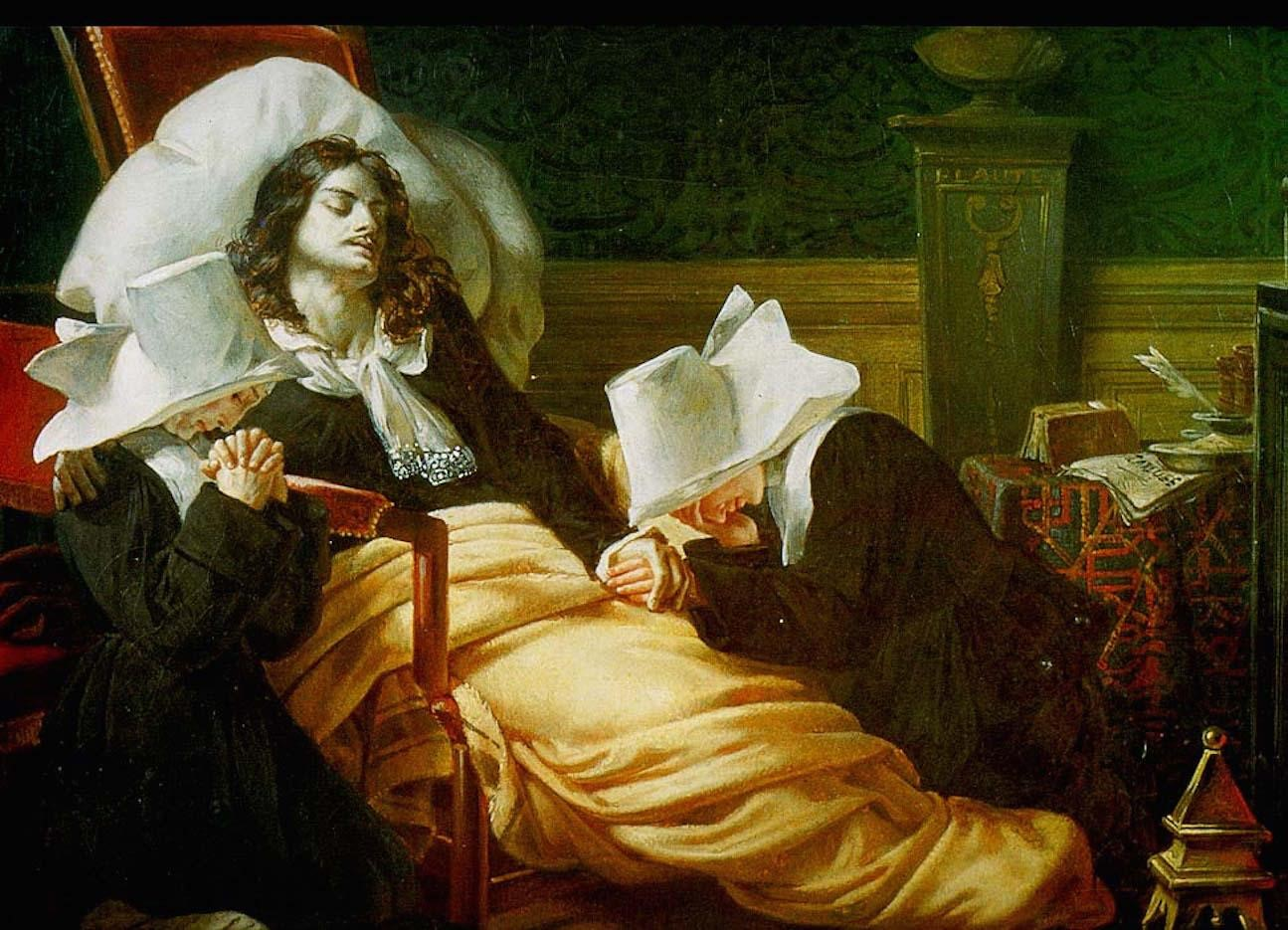
Molière mourant assisté de deux sœurs de la charité, toile de Pierre-Auguste Vafflard (1806).

La mort de Molière, survenue dans la soirée du 17 février 1673, à son domicile de la rue de Richelieu à Paris, alors qu'il venait de jouer pour la quatrième fois le rôle titre de son Malade imaginaire, a frappé ses contemporains par son caractère doublement dramatique. Cette disparition inopinée du chef de la Troupe du Roi, unanimement tenu pour le meilleur acteur et auteur comique de son temps, les difficultés rencontrées par sa veuve pour lui assurer une sépulture chrétienne, et les circonstances insolites dans lesquelles se déroulèrent, quatre nuits plus tard, son convoi funèbre et son inhumation dans le cimetière de la paroisse Saint-Eustache, ont suscité au cours des siècles suivants de nombreux commentaires et alimenté diverses hypothèses, dont certaines de nature plus légendaire qu'historique.

## Récits et témoignages

### Trois récits à forte fiabilité

#### Requête d'Armande Béjart pour l'inhumation

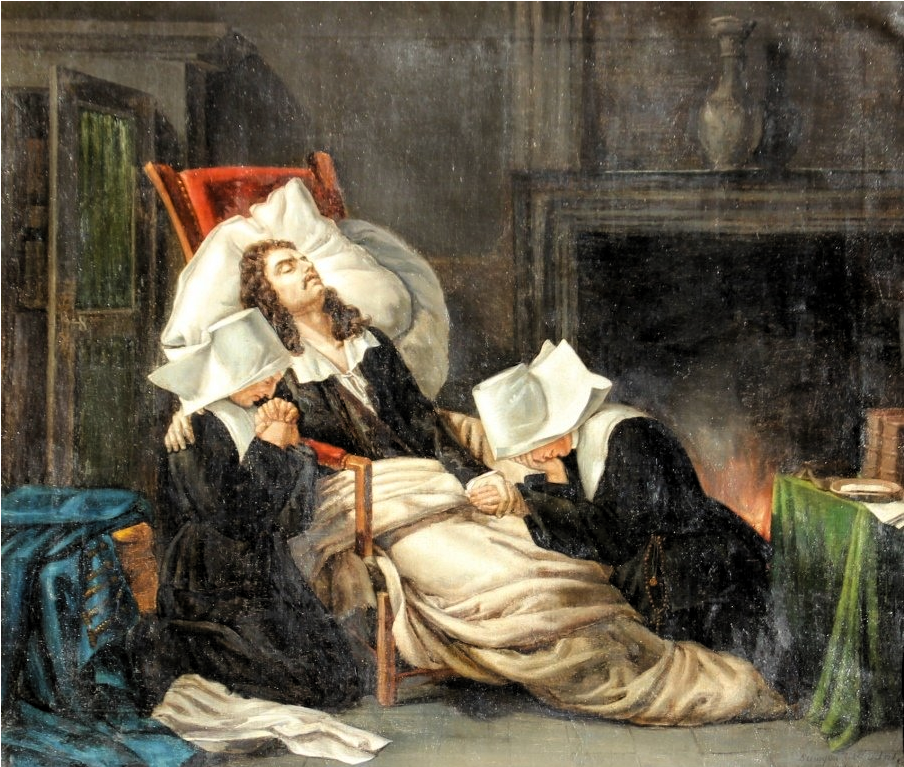
Image pieuse : la mort de Molière, d'après le tableau de Pierre-Auguste Vafflard.

Il existe, sur ce moment clef de l'histoire du théâtre français, un seul récit strictement contemporain et a priori peu sujet à caution : il est contenu dans la requête qui fut adressée, le lendemain de la mort de Molière, au nom de sa veuve, Armande Béjart, à l’archevêque de Paris, François de Harlay de Champvallon, pour qu'il accorde une sépulture chrétienne au défunt, mort sans avoir pu se confesser ni se rétracter :

« Supplie humblement Élisabeth-Claire-Grésinde Béjart, veuve de feu Jean-Baptiste Poquelin de Molière, vivant valet de chambre et tapissier du roi et l'un des comédiens de sa troupe, et en son absence Jean Aubry son beau-frère, disant que vendredi dernier, dix-sept du présent mois de février mil six cent soixante-treize, sur les neuf heures du soir, le feu sieur Molière s'étant trouvé mal de la maladie dont il décéda environ une heure après, il voulut dans le moment témoigner des marques de repentir de ses fautes et mourir en bon chrétien ; à l'effet de quoi, avec instance il demanda un prêtre pour recevoir les sacrements, et envoya plusieurs fois son valet et servante à Saint-Eustache, sa paroisse, lesquels s'adressèrent à MM. Lenfant et Lechat, deux prêtres habitués en ladite paroisse, qui refusèrent plusieurs fois de venir, ce qui obligea le sieur Jean Aubry d'y aller lui-même pour en faire venir, et de fait fit lever le nommé Paysant, aussi prêtre habitué audit lieu ; et comme ces allées et venues tardèrent plus d'une heure et demie, pendant lequel temps ledit feu Molière décéda, et ledit sieur Paysant arriva comme il venait d'expirer ; et comme ledit sieur Molière est décédé sans avoir reçu le sacrement de confession, dans un temps où il venait de représenter la comédie, M. le curé de Saint-Eustache lui refuse la sépulture, ce qui oblige la suppliante [Armande] à vous présenter la présente requête pour être sur ce pourvu.
Ce considéré, Monseigneur, et attendu ce que dessus, et que ledit défunt a demandé auparavant que de mourir un prêtre pour être confessé, qu'il est mort dans le sentiment d'un bon chrétien, ainsi qu'il a témoigné en présence de deux dames religieuses demeurant en la même maison, d'un gentilhomme nommé Couton, entre les bras de qui il est mort, et de plusieurs autres personnes ; et que M. Bernard, prêtre habitué en l'église Saint-Germain, lui a administré les sacrements à Pâques dernier, il vous plaise, de grâce spéciale, accorder à ladite suppliante que son dit feu mari soit inhumé et enterré dans ladite église Saint-Eustache, sa paroisse, dans les voies ordinaires et accoutumées. »

La fiabilité de ce récit est garantie par le fait que l'archevêque de Paris diligenta aussitôt une enquête pour vérifier la véracité des faits contenus dans la requête, à l'issue de quoi il donna son autorisation pour l'inhumation de Molière dans un cimetière dépendant de la paroisse Saint-Eustache.

#### Le récit de La Grange

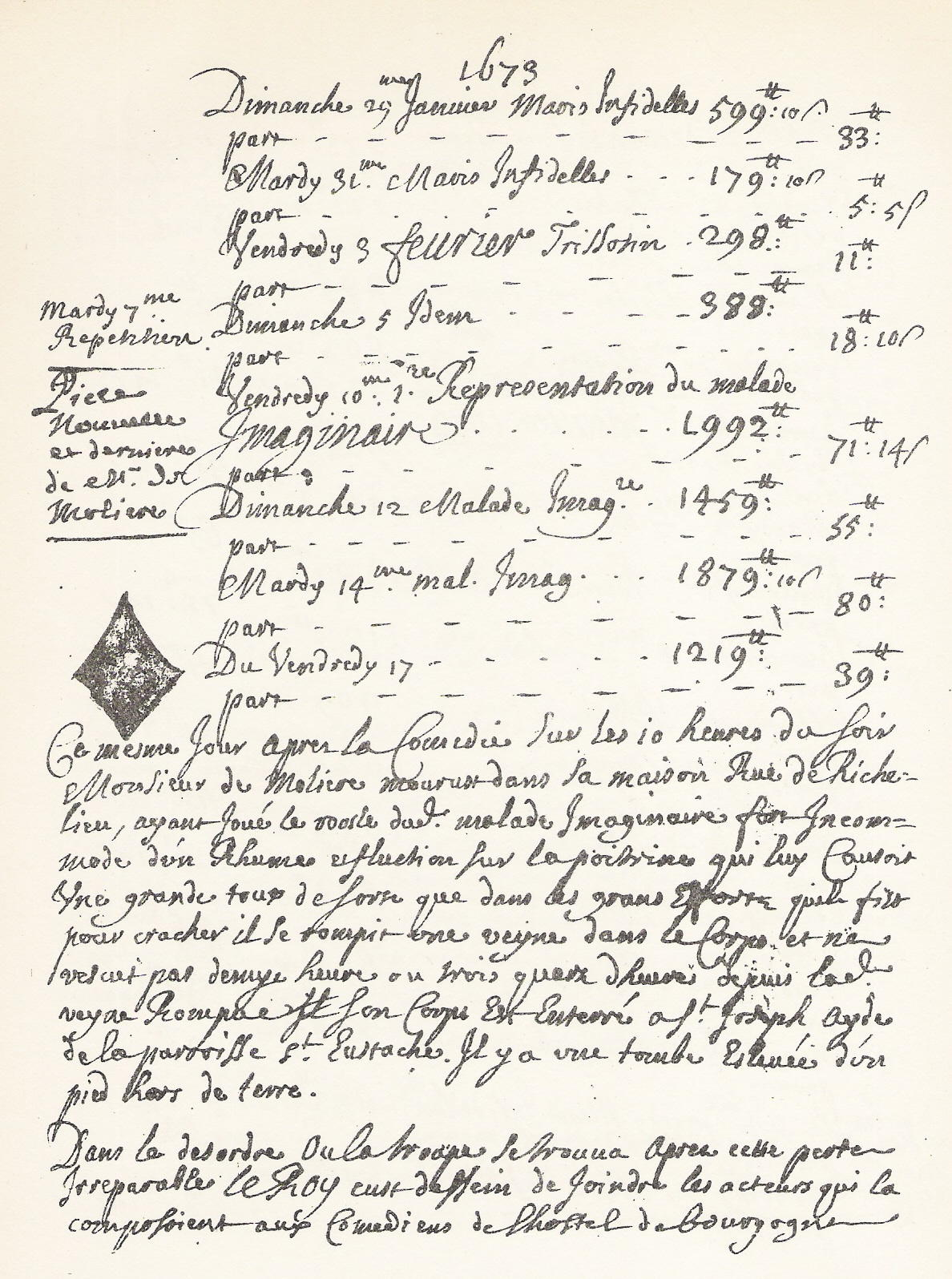
La page du registre de La Grange qui relate la mort de Molière.

Deux autres récits, rédigés au cours des années ultérieures, sont partiellement fiables. Le plus fiable est dû à La Grange, l'un des principaux comédiens de la troupe de Molière et son homme de confiance, qui l'a intégré dans son "Extrait des recettes et des affaires de la Comédie" (manuscrit baptisé "Registre de La Grange" depuis le XIXe siècle) à la date du vendredi 17 février, précédé d'un losange noir :

« Ce même jour après la comédie, sur les 10 heures du soir, M. de Molière mourut dans sa maison rue de Richelieu, ayant joué le rôle du Malade imaginaire, fort incommodé d’un rhume et fluxion sur la poitrine qui lui causait une grande toux, de sorte que, dans les grands efforts qu’il fit pour cracher, il se rompit une veine dans le corps et ne vécut pas demi-heure ou trois quarts d’heure depuis ladite veine rompue, et est enterré à la paroisse Saint-Joseph, aide de la paroisse Saint-Eustache. Il y a une tombe élevée d’un pied de terre. »

Ce récit a été rédigé au début des années 1680, comme le reste du registre.

#### La préface desŒuvresde Molière parues en 1682

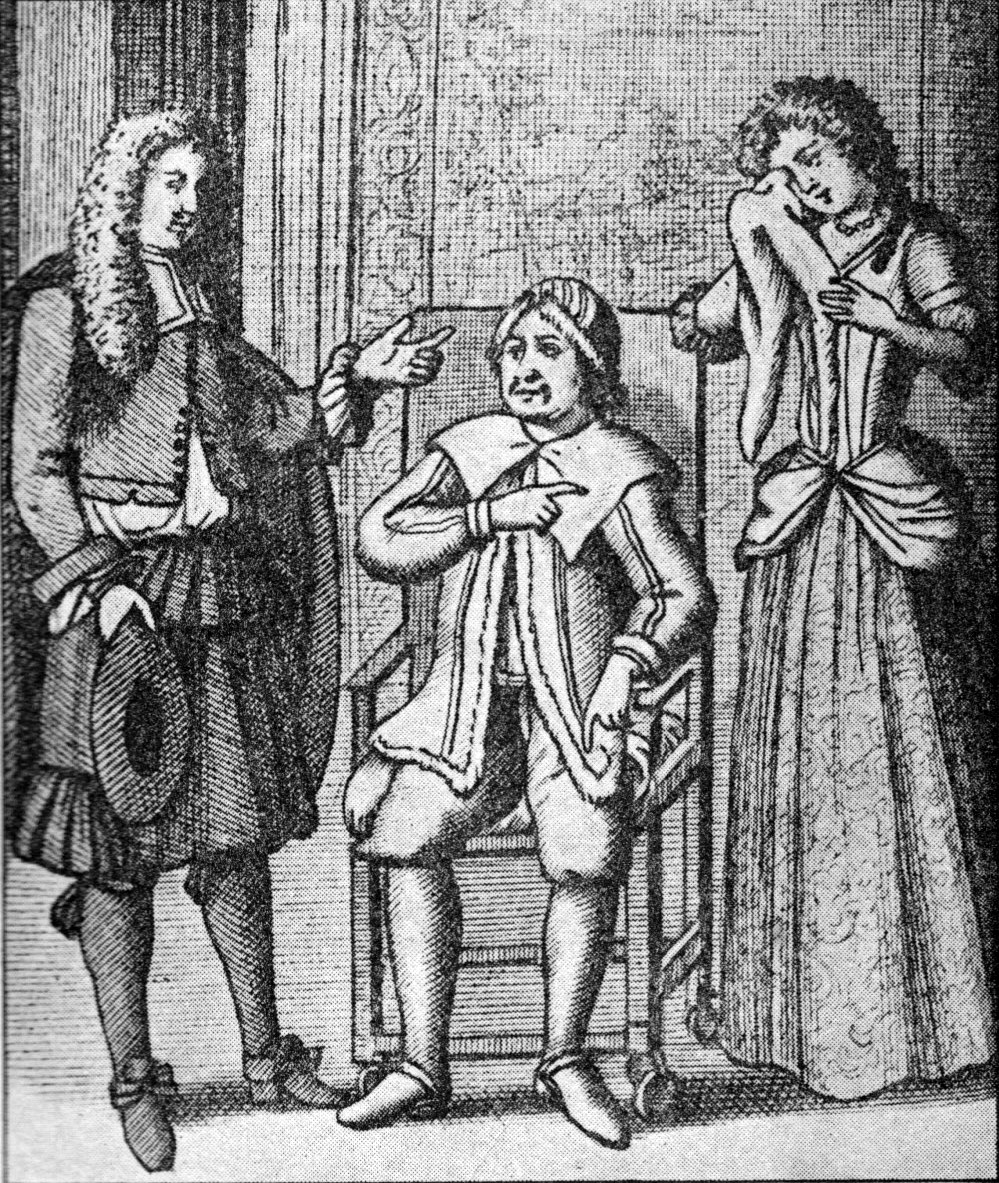
Frontispice du Malade imaginaire dans le tome VIII des Œuvres de Monsieur de Molière, 1682.

L'autre récit se lit dans la préface du premier tome des Œuvres de Molière publiées en 1682. Sur la foi d'un témoignage de la fin du XVIIe siècle attribuant au même La Grange et à un nommé Jean Vivot une part importante dans l'élaboration de cette édition, on en a déduit que la préface avait été rédigée par La Grange, ce qui n'est pas certain :

« Lorsqu'il commença les représentations de cette agréable comédie, il était malade d'une fluxion sur la poitrine qui l'incommodait beaucoup et à laquelle il était sujet depuis quelques années. Il s'était joué lui-même sur cette incommodité dans la cinquième scène du second acte de L'Avare, lorsqu'Harpagon dit à Frosine : « Je n'ai pas de grandes incommodités, Dieu merci : il n'y a que ma fluxion qui me prend de temps en temps. » À quoi Frosine répond : « Votre fluxion ne vous sied point mal, et vous avez grâce à tousser. » Cependant, c'est cette toux qui a abrégé sa vie de plus de vingt ans. Il était d'ailleurs d'une très bonne constitution et, sans l'accident qui laissa son mal sans aucun remède, il n'eût pas manqué de forces pour le surmonter. Le 17 février, jour de la quatrième représentation du Malade imaginaire, il fut si fort travaillé de sa fluxion qu'il eut de la peine à jouer son rôle. Il ne l'acheva qu'en souffrant beaucoup, et le public connut aisément qu'il n'était rien moins que ce qu'il avait voulu jouer. En effet, la comédie étant faite, il se retira promptement chez lui et, à peine eut-il le temps de se mettre au lit que la toux continuelle dont il était tourmenté redoubla sa violence. Les efforts qu'il fit furent si grands qu'une veine se rompit dans ses poumons. Aussitôt qu'il se sentit en cet état, il tourna toutes ses pensées du côté du Ciel. Un moment après, il perdit la parole et fut suffoqué en demie heure par l'abondance du sang qu'il perdit par la bouche. »

### Deux récits à moindre fiabilité
Le premier se trouve dans La Fameuse Comédienne, roman biographique violemment hostile à Armande Béjart et publié anonymement à Amsterdam en 1688 : 

« Il y avait longtemps qu’il se sentait fort incommodé, ce qu’on attribuait au chagrin de son mauvais ménage et plus encore au grand travail qu’il faisait. Un jour qu'il devait jouer Le Malade imaginaire, pièce nouvelle alors et la dernière qu'il avait composée, il se trouva fort mal avant que de commencer, et fut près de s'excuser de jouer, sur sa maladie. Cependant, comme il eut vu la foule du monde qui était à cette représentation et le chagrin qu'il y avait de le renvoyer, il s'efforça et joua presque jusqu'à la fin, sans s'apercevoir que son incommodité fut augmentée. Mais, dans l'endroit où il contrefaisait le mort, il demeura si faible qu'on crut qu'il l'était effectivement, et on eut mille peines à le relever. On lui conseilla, pour lors, de ne point achever et de s'aller mettre au lit ; il ne laissa pas, pour cela, de vouloir finir, et, comme la pièce était fort avancée, il crut pouvoir aller jusqu'au bout sans se faire beaucoup de tort. Mais le zèle qu'il avait pour le public eut une suite bien cruelle pour lui ; car, dans le temps qu'il disait « de la rhubarbe et du séné » dans la Cérémonie des Médecins, il lui tomba du sang de la bouche; ce qui ayant extrêmement effrayé les spectateurs et ses camarades, on l'emporta chez lui fort promptement, où sa femme le suivit dans sa chambre. Elle contrefit du mieux qu'elle put la personne affligée; mais tout ce qu'on employa ne servit de rien : il mourut en fort peu d'heures, après avoir perdu tout son sang, qu'il jetait avec abondance par la bouche, et laissa ainsi le théâtre exposé à l'audace de tant de misérables auteurs dont il est maintenant la proie. »

Ce livre, qui relève de la nouvelle diffamatoire, prête à Armande une légèreté qu'aucun témoignage contemporain n'avait signalée jusqu'alors, afin de la rendre responsable de la maladie et de la mort de Molière. Le contraste entre les détails de la dernière représentation du Malade imaginaire et la brièveté des circonstances de la mort à son domicile donne à penser que toute la première partie est d'imagination, particulièrement le détail du sang que Molière aurait eu plein la bouche au moment de s'écrier « de la rhubarbe et du séné »: aucun témoignage contemporain, ni gazetier, ni épistolier, ni mémorialiste, ne rend compte d'un fait censé avoir « extrêmement effrayé les spectateurs et ses camarades ».
Le second récit, le plus long et le plus circonstancié, est celui que Jean-Léonor Le Gallois de Grimarest, auteur de la première biographie de Molière, fera trente-deux ans plus tard d'après les souvenirs du célèbre Michel Baron, qui à l'en croire avait été témoin direct de l'événement :

« Le jour que l'on devait donner la troisième (sic) représentation du Malade imaginaire, Molière se trouva tourmenté de sa fluxion beaucoup plus qu'à l'ordinaire, ce qui l'engagea à faire appeler sa femme, à qui il dit, en présence de Baron : "Tant que ma vie a été mêlée également de douleur et de plaisir, je me suis cru heureux. Mais aujourd'hui que je suis accablé de peines sans pouvoir compter sur aucun moment de satisfaction et de douceur, je vois bien qu'il me faut quitter la partie. Je ne puis plus tenir contre les douleurs et les déplaisirs, qui ne me donnent pas un instant de relâche. Mais, ajouta-t-il en réfléchissant, qu'un homme souffre avant que de mourir ! Cependant je sens bien que je finis." La Molière et Baron furent vivement touchés du discours de M. de Molière, auquel ils ne s'attendaient pas, quelque incommodé qu'il fût. Ils le conjurèrent, les larmes aux yeux, de ne point jouer ce jour-là et de prendre du repos pour se remettre. "Comment voulez-vous que je fasse ? leur dit-il. Il y a cinquante pauvres ouvriers qui n'ont que leur journée pour vivre. Que feront-ils, si l'on ne joue pas ? Je me reprocherais d'avoir négligé de leur donner du pain un seul jour, le pouvant faire absolument." Mais il envoya chercher les comédiens, à qui il dit que, se sentant plus incommodé que de coutume, il ne jouerait point ce jour-là s'ils n'étaient prêts à quatre heures précises pour jouer la comédie. "Sans cela, leur dit-il, je ne puis m’y trouver et vous pourrez rendre l’argent." Les comédiens tinrent les lustres allumés et la toile (le rideau de scène) levée précisément à quatre heures. Molière représenta avec beaucoup de difficulté, et la moitié des spectateurs s'aperçurent qu'en prononçant Juro, dans la cérémonie du Malade imaginaire, il lui prit une convulsion. Ayant remarqué lui-même que l'on s'en était aperçu, il se fit un effort et cacha par un ris forcé ce qui venait de lui arriver.
Quand la pièce fut finie, il prit sa robe de chambre et fut dans la loge de Baron, et il lui demanda ce que l'on disait de sa pièce. M. le Baron (sic) lui répondit que ses ouvrages avaient toujours une heureuse réussite à les examiner de près et que plus on les représentait plus on les goûtait. « Mais, ajouta-t-il, vous me paraissez plus mal que tantôt. — Cela est vrai, lui répondit Molière, j’ai un froid qui me tue. » Baron, après lui avoir touché les mains, qu'il trouva glacées, les lui mit dans son manchon pour les réchauffer. Il envoya chercher ses porteurs pour le porter promptement chez lui, et il ne quitta point sa chaise, de peur qu'il ne lui arrivât quelque accident du Palais-Royal dans la rue de Richelieu, où il logeait.
Quand il fut dans sa chambre, Baron voulut lui faire prendre du bouillon, dont la Molière avait toujours provision pour elle ; car on ne pouvait avoir plus de soin de sa personne qu'elle en avait. "Eh non ! dit-il, les bouillons de ma femme sont de vraie eau-forte pour moi ; vous savez tous les ingrédients qu’elle y fait mettre : donnez-moi plutôt un petit morceau de fromage de parmesan." La Forest lui en apporta. Il en mangea avec un peu de pain et il se fit mettre au lit. Il n'y eut pas été un moment qu'il envoya demander à sa femme un oreiller rempli d'une drogue qu'elle lui avait promis pour dormir. "Tout ce qui n’entre point dans le corps, dit-il, je l’éprouve volontiers, mais les remèdes qu’il faut prendre me font peur ; il ne faut rien pour me faire perdre ce qui me reste de vie." Un instant après, il lui prit une toux extrêmement forte et, après avoir craché, il demanda de la lumière. « Voici, dit-il, du changement ! » Baron, ayant vu le sang qu'il venait de rendre, s'écria avec frayeur. "Ne vous épouvantez pas, lui dit Molière, vous m’en avez vu rendre bien davantage. Cependant, ajouta-t-il, allez dire à ma femme qu’elle monte." Il resta assisté de deux sœurs religieuses, de celles qui viennent ordinairement à Paris quêter pendant le carême et auxquelles il donnait l'hospitalité. Elles lui donnèrent, à ce dernier moment de sa vie, tout le secours édifiant que l'on pouvait attendre de leur charité, et il leur fit paraître tous les sentiments d'un bon chrétien et toute la résignation qu'il devait à la volonté du Seigneur. Enfin il rendit l'esprit entre les bras de ces deux bonnes sœurs. Le sang qui sortait par sa bouche en abondance l'étouffa. Ainsi, quand sa femme et Baron remontèrent, ils le trouvèrent mort.
J'ai cru que je devais entrer dans le détail de la mort de Molière, pour désabuser le public de plusieurs histoires que l'on a faites à cette occasion. ».

Ce récit, presque entièrement en contradiction avec la requête rédigée par Armande Béjart, témoigne presque exclusivement du rôle central que, 30 ans après les faits, Baron, comédien réputé pour son talent exceptionnel mais aussi pour son imagination et sa fatuité exceptionnelles — et qui se présentait comme l'héritier spirituel de Molière — avait voulu se donner en un temps où la plupart des autres témoins directs étaient morts.
On remarque combien ce récit est redevable au texte de La Fameuse Comédienne : les circonstances de la dernière représentation, la convulsion ou le sang dans la bouche, marque ultime d'une maladie que Grimarest attribue, comme l'avait fait l'auteur de La Fameuse Comédienne, aux chagrins causés à Molière par le comportement de sa femme. Et surtout, le récit omet la plupart des détails contenus dans la requête d’Armande à l’archevêque de Paris : la recherche d’un prêtre, les multiples allées et venues, la présence du sieur Couton à l'instant de l'agonie.
Les cinq récits coïncident sur le fait que Molière est mort chez lui et non sur scène, comme on en a rapidement répandu le bruit (voir ci-dessous). Les trois derniers mentionnent l'état de souffrance de Molière avant la représentation et le fait qu'il a été raccompagné chez lui après la représentation.

## Hypothèses sur la cause de sa mort

### Le poumon, vous dis-je
La première explication donnée à cette mort brutale, sinon inattendue, est fournie par La Grange ainsi que par le rédacteur anonyme de la préface de 1682 (probablement informé par La Grange sur les circonstances de la mort), et elle est d'ordre médical : Molière est mort de la rupture d'une veine du poumon, rupture provoquée par un fort accès de toux, lui-même lié à « une fluxion sur la poitrine qui l'incommodait beaucoup et à laquelle il était sujet depuis quelques années ».
En s'appuyant sur ce témoignage, certes imprécis, mais peu sujet à caution, sur quelques rares indications relevées dans les gazettes et les libelles des années précédentes et surtout sur les deux derniers récits cités ci-dessus (La Fameuse comédienne et la Vie de M. de Molière  de Grimarest), la plupart des historiens ont tenté depuis le XIXe siècle de préciser la nature de cette crise létale, dans laquelle ils voyaient l'aboutissement d'une longue maladie : « Quelle maladie, au fait ? interroge ainsi Alfred Simon. Et de répondre : Une tuberculose, accompagnée de ce qu'on nomme, au XVIIe siècle, mélancolie hypocondriaque, puis neurasthénie, aujourd'hui syndrome dépressif ou dépression nerveuse chronique. Molière a succombé à une tuberculose pulmonaire, dont l'anévrisme de Rasmussen (en) est une complication assez fréquente. Il est mort d'une rupture d'anévrisme de l'artère pulmonaire dans une caverne tuberculeuse. D'ordinaire, la mort est foudroyante. Si l'hémorragie qui a étouffé Molière a commencé bien après la cessation des efforts qu'il avait faits pour jouer son rôle, c'est peut-être parce que la poche anévrismale s'est d'abord fissurée, et ne s'est rompue qu'un peu plus tard. Il est mort étouffé. »
Cette présentation du génie créateur rongé de l'intérieur aboutit donc à présenter les causes de la mort de Molière de la manière suivante: sujet à des fluxions de poitrine et des crachements de sang (hémoptysie) qui l'auraient contraint, à plusieurs reprises, à interrompre ses activités et à s'éloigner du théâtre, parfois pendant plusieurs semaines, Molière aurait présenté tous les signes fonctionnels évocateurs (toux proverbiale, voix rauque, hémoptysies répétées) d'une maladie pulmonaire chronique et certains symptômes de la phtisie (asthénie cyclique, amaigrissement extrême dans les dernières années de sa vie).

### Un rhume de poitrine
Dans la Notice du Malade imaginaire de l'édition 2010 des Œuvres complètes de la Pléiade, Georges Forestier, Claude Bourqui et Anne Piéjus se démarquent de ces lectures, qui font du Molière des dernières années un homme miné par la maladie. Ils font valoir que Molière n'a été déclaré malade par ses contemporains qu'à deux reprises, en 1666 et en 1667, et qu'on ne trouve plus ensuite la moindre allusion à sa santé, alors qu'il était sous le regard constant du gazetier Charles Robinet — lequel ne manque pas de signaler, en septembre 1671, le « mal véhément » qui a failli emporter « Mlle Molière » (Armande Béjart), puis son retour sur les planches après quelques jours d'absence —, puis ils reviennent sur la question des nombreuses interruptions et relâches signalés par les registres de la troupe et que la plupart des historiens ont mises au compte de la santé de Molière : les registres, observent-ils, « signalent une seule fois, à la date du 9 août 1672, qu’[une interruption] est à mettre au compte de Molière (« M. de Molière étant indisposé »), comme ils signaleront, le 7 août 1674, que la séance a été supprimée parce que l’acteur qui avait repris les rôles de Molière, Rosimond, était 'enrhumé' ». Selon eux, les interruptions pouvaient avoir de « multiples causes: indisposition passagère d’un acteur important, graves obligations familiales inopinées, fêtes religieuses, séjour à la Cour, décision collective de la troupe…» et Molière n'aurait donc pas, toujours selon les mêmes auteurs, été « plus souvent malade que ses contemporains, dans un temps où la moindre fièvre, si l'on en réchappait, coûtait des semaines de lit ».
Les éditeurs de la Pléiade observent encore que si depuis les premières représentations du Malade imaginaire, Molière était, selon La Grange, « malade d'une fluxion sur la poitrine qui l'incommodait beaucoup et à laquelle il était sujet depuis quelques années », le même La Grange ne manque pas de souligner qu'il était « d'ailleurs de très bonne constitution ». Aucun des prétendus signes fonctionnels évocateurs d'une maladie pulmonaire chronique et des prétendus symptômes de la "phtisie" n'apparaît dans les témoignages contemporains : ni voix rauque, ni hémoptysies répétées ; quant à la prétendue toux proverbiale dont Molière, à en croire La Grange, se serait joué en faisant tousser Harpagon dans L'Avare, elle ne lui est pas propre : dans toutes les comédies mettant en scène des vieillards amoureux qui se déclarent en pleine santé, on voit leurs discours systématiquement interrompus par une quinte de toux.
Le seul texte où toux et maigreur extrême sont associées à Molière, la comédie-pamphlet intitulée Élomire Hypocondre, a justement été interprété à contresens : c'est parce qu'il est hypocondre que Élomire (anagramme de Molière) veut persuader son entourage qu'il est rongé par la maladie et qu'il tousse : il déplore ses yeux enfoncés, sa pâleur, sa maigreur et sa « grosse toux avec mille tintoins » (I, III). Or, à l'exception de son valet, qui veut le pousser à consulter des médecins qui vont l'effrayer, le ridiculiser et le déclarer fou, ses proches (sa femme en particulier) insistent sur le fait qu'il va très bien, qu'il dort comme un bienheureux, mange comme quatre et ne tousse pas ; sa maladie est une maladie imaginaire et sa seule vraie maladie est justement son hypocondrie. Rappelons que c'est en partie pour répliquer à ce texte que Molière a écrit Le Malade imaginaire, et qu'il n'aurait pas pu l'écrire s'il n'avait pas été en excellente santé : toute la pièce repose sur le fait qu'Argan se croit malade, alors qu'il est en pleine santé et que tous les remèdes qu'il prend quotidiennement ne parviennent même pas à le tuer. Comme l'écrivent les éditeurs de la Pléiade, on ne comprend pas pourquoi Molière « aurait conçu Le Malade imaginaire autour d’un faux malade auquel on ne cesse de répéter qu’il est en parfaite santé et que sa constitution en témoigne, si à tout moment une quinte de toux intempestive pouvait risquer de contredire ces belles affirmations…»
Deux témoignages immédiatement postérieurs à sa mort pourraient confirmer cette absence de symptôme de maladie. C'est d'abord le correspondant de la Gazette d'Amsterdam qui écrit, trois semaines après l'événement :
« Le sieur de Molière est mort, comme vous avez déjà su, mais si subitement qu'il n'a presque pas eu le loisir d'être malade. Il venait de jouer sa comédie nouvelle du Malade imaginaire, en présence de toute la cour et de plusieurs étrangers de la haute qualité, qu'il ravit en admiration ; mais pour satisfaire tant d'illustres spectateurs, il fit tant d'effort dans cette représentation, qui n'était que la quatrième de cette nouvelle pièce, que deux heures après il mourut. »
C'est ensuite, quelques mois plus tard, Jean Chapelain qui, dans une lettre au professeur Ottavio Ferrari (1607-1682), se félicite que son correspondant ait entièrement recouvré sa santé avec
« la cessation de cette toux opiniâtre si dangereuse à votre âge et qui nous a emporté tant de gens par ce long hiver. […] L'exercice de la profession de parler en public, s'il n'est modéré par prudence, attire ordinairement les fluxions sur la poitrine et enfin échauffe plus les poumons qu'il n'est besoin pour le rafraîchissement de la vie. Notre Molière, le Térence et le Plaute de notre siècle, en est péri au milieu de sa dernière action. »
En somme, comme l'écrit Georges Forestier dans sa récente biographie (Molière, Paris, Gallimard, 2018, p. 12), Molière 
« est mort […] des conséquences brutales d’une infection pulmonaire qui a emporté des centaines d’autres Parisiens en février 1673 »

## Obsèques

### Une sépulture problématique
« Tout le monde sait, écrira Grimarest, les difficultés que l'on eut à faire enterrer Molière comme un chrétien catholique. » Le rituel du diocèse de Paris interdit de donner « le viatique [la communion] aux indignes, tels que les usuriers, concubinaires, comédiens et criminels notoires ». Les comédiens ne peuvent donc recevoir les derniers sacrements et obtenir une sépulture ecclésiastique qu'à condition de renoncer par écrit à leur profession ou d'en faire oralement l'abjuration sur leur lit de mort en présence d'un prêtre,. Sans doute Madeleine Béjart, morte un an plus tôt exactement, a-t-elle signé un tel acte de renonciation, puisqu'elle a été inhumée le 19 février 1672 à l'église Saint-Paul, où son corps a été porté en carrosse et en convoi depuis le Palais-Royal, par autorisation de l'archevêque de Paris.
Molière n’a pu signer ni abjurer : des trois prêtres de la paroisse de Saint-Eustache auxquels sa femme a fait appel pour lui porter l'extrême-onction, deux ont refusé de venir et le troisième est arrivé trop tard. Le curé de Saint-Eustache, le janséniste Pierre Marlin, refuse donc d'accorder au défunt une sépulture chrétienne.

Selon un témoignage tardif, Armande aurait alors tenté de faire intercéder Louis XIV : 
« Lorsque Molière fut mort, sa femme alla à Versailles se jeter aux pieds du roi pour se plaindre de l'injure que l'on faisait à la mémoire de son mari en lui refusant la sépulture, mais elle fit fort mal sa cour en disant au roi que si son mari était criminel, ses crimes avaient été autorisés par sa Majesté même. Pour surcroît de malheur, la Molière avait mené avec elle le curé d'Auteuil pour rendre témoignage des bonnes mœurs du défunt, qui louait une maison dans ce village. Ce curé, au lieu de parler en faveur de Molière, entreprit mal à propos de se justifier lui-même d'une accusation de jansénisme dont il croyait qu'on l'avait chargé auprès de sa Majesté. Ce contretemps acheva de tout gâter ; le roi les renvoya brusquement l'un et l'autre, en disant à la Molière que l'affaire dont elle lui parlait dépendait du ministère de M. l'Archevêque. (Note manuscrite de M. Brossette. Non imprimée). »
C'est alors seulement qu'Armande aurait adressé la requête reproduite ci-dessus à François Harlay de Champvallon, archevêque de Paris, seul habilité à interpréter les règles du rituel, en montrant que Molière est mort en bon chrétien, qu’il avait l’intention de se confesser et qu’il en a été empêché par des contretemps. Après enquête, « eu égard aux preuves » recueillies, l'archevêque permet au curé de Saint-Eustache « de donner la sépulture ecclésiastique au corps du défunt Molière, à condition néanmoins que ce sera sans aucune pompe et avec deux prêtres seulement, et hors des heures du jour et qu'il ne se fera aucun service solennel pour lui, dans ladite paroisse Saint-Eustache, ni ailleurs ».

Comme le précise Georges Forestier dans son Molière: 
« Ces restrictions n’avaient rien d’une brimade. Simplement, on ne pouvait enterrer en grande pompe un homme aussi célèbre que Molière et aussi suspect d’irréligion, alors qu’il était mort sans avoir reçu les sacrements de l’Église, même si l’Église, par la faute de deux de ses prêtres, en était responsable. »

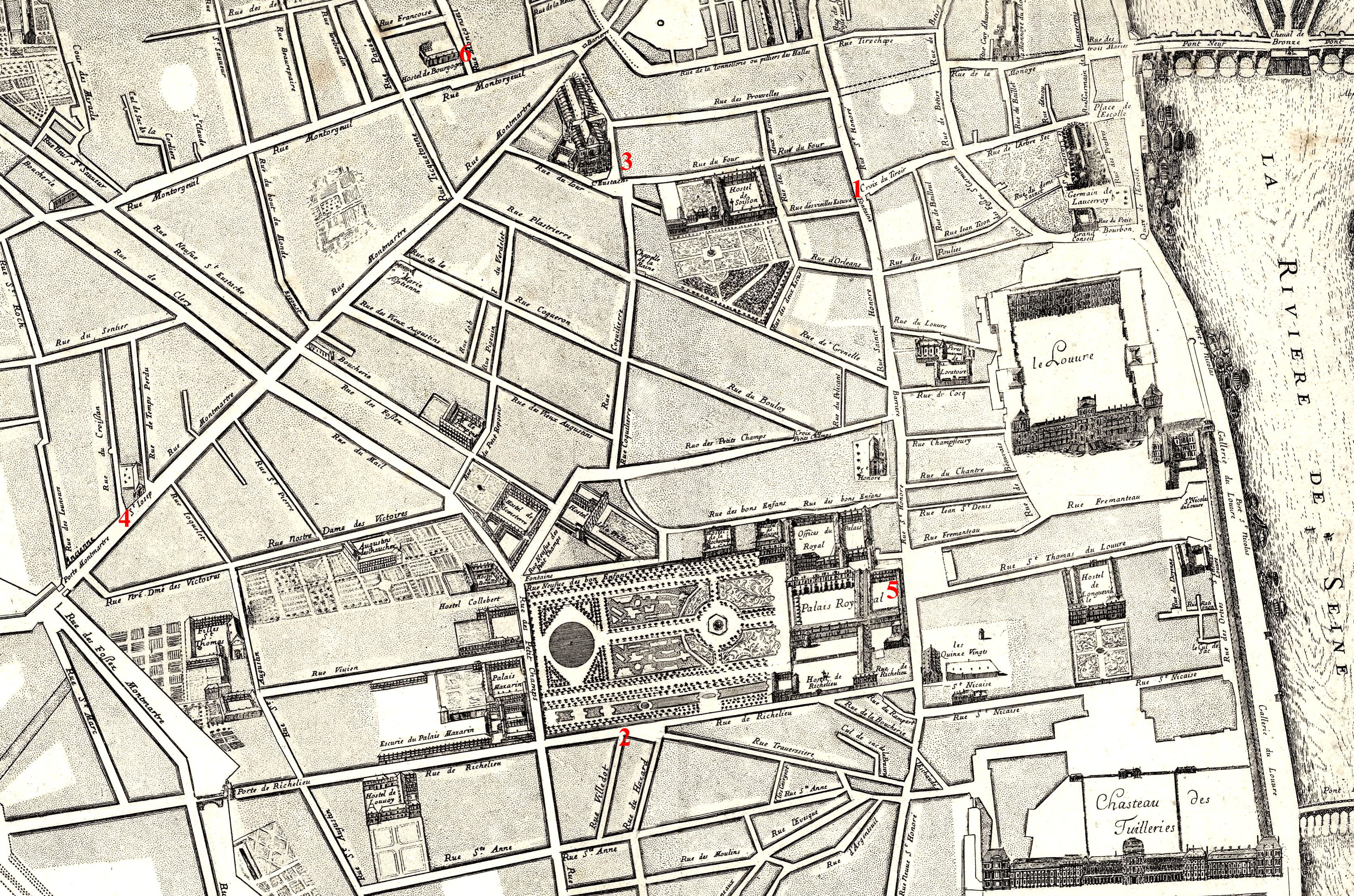
Détail du plan de Paris dressé par Pierre Bullet et François Blondel en 1676. 1. Maison natale de Molière. 2. Maison mortuaire de Molière. 3. Église Saint-Eustache. 4. Cimetière Saint-Joseph. 5. Salle du Palais-Royal. 6. Théâtre de l'hôtel de Bourgogne.

### Convoi nocturne
Quatre jours après son décès, Molière est enterré le 21 février, de nuit, dans le cimetière de la chapelle Saint-Joseph, situé sur la paroisse de Saint-Eustache. L'acte d'inhumation sera transcrit en 1821, par l'ex-commissaire Beffara, dans sa Dissertation sur J.-B. Poquelin-Molière :
« Le mardi vingt-uniesme, deffunct Jean-Baptiste Poquelin de Moliere, tapissier, vallet de chambre ordinaire du roy, demeurant rue de Richelieu, proche l'académie des pintres (sic), decedé le dix-septiesme du present mois, a esté inhumé dans le cimetiere de Sainct-Joseph. »
Le récit de la cérémonie est fait par un témoin inconnu, dans un pli qu'il adresse quelques jours plus tard à un prêtre attaché à la chapelle Saint-Joseph:
« Mardi 21 février 1673, sur les neuf heures du soir, l'on a fait le convoi de Jean-Baptiste Poquelin Molière, tapissier, valet de chambre, illustre comédien, sans autre pompe sinon de trois ecclésiastiques; quatre prêtres ont porté le corps dans une bière de bois couverte du poêle des tapissiers; six enfants bleus portant six cierges dans six chandeliers d'argent; plusieurs laquais portant des flambeaux de cire blanche allumés. Le corps pris rue de Richelieu devant l'hôtel de Crussol, a été porté au cimetière de Saint-Joseph et enterré au pied de la croix. Il y avait grande foule de peuple et l'on a fait distribution de mille à douze cents livres aux pauvres qui s'y sont trouvés, à chacun cinq sols. Ledit sieur Molière était décédé le vendredi au soir 17 février 1673. Monsieur l'Archevêque avait ordonné qu'il fût ainsi enterré sans aucune pompe, et même défendu aux curés et religieux de ce diocèse de faire aucun service pour lui. Néanmoins l'on a ordonné quantité de messes pour le défunt. »
Le 9 mars suivant, La Gazette d'Amsterdam consacrera un article à la mort et à l'enterrement de Molière:
« … Il fut enterré le 21 du passé à Saint-Eustache sa paroisse (sic) à neuf heures du soir, pour éviter la foule incroyable de peuple qui se serait trouvée à son convoi, si on l'eût fait de jour. Cela n'empêche pas qu'il ne fût beau, quoiqu'on n'eût pas fait de semonce, et qu'outre huit prêtres et plusieurs enfants de la Trinité, il n'y eût 7 ou 800 autres personnes, suivies d'autant ou plus de pauvres, à qui on fit l'aumône que cet illustre défunt leur avait ordonnée un moment avant que d'expirer. »
Trente-deux ans plus tard, Grimarest mettra en forme un peu du souvenir que Michel Baron gardait de ces étranges obsèques :
« Tout le monde sait les difficultés que l'on eut à faire enterrer Molière comme un chrétien catholique, et comment on obtint, en considération de son mérite et de la droiture de ses sentiments, dont on fit des informations, qu'il fût inhumé à Saint-Joseph. Le jour qu'on le porta en terre, il s'amassa une foule incroyable de peuple devant sa porte. La Molière [Armande Béjart] en fut épouvantée ; elle ne pouvait pénétrer l'intention de cette populace. On lui conseilla de répandre une centaine de pistoles par les fenêtres. Elle n'hésita point ; elle les jeta à ce peuple amassé, en le priant avec des termes si touchants de donner des prières à son mari, qu'il n'y eut personne de ces gens-là qui ne priât Dieu de tout son cœur. Le convoi se fit tranquillement à la clarté de près de cent flambeaux, le mardi vingt-et-un de février. Comme il passait dans la rue Montmartre, on demanda à une femme qui était celui que l'on portait en terre. Eh ! c'est ce Molière, répondit-elle. Une autre femme, qui était à sa fenêtre et qui l'entendit, s'écria : Comment, malheureuse ! Il est bien Monsieur pour toi. »
Annotant en 1716 les vers fameux de Nicolas Boileau : Avant qu'un peu de terre obtenu par prière / Pour jamais sous la tombe eût enfermé Molière…, l'avocat lyonnais Claude Brossette, qui avait été, au début du siècle, l'interlocuteur et correspondant du satiriste, dont il avait recueilli certains souvenirs de ses relations avec "l'auteur du Misanthrope", fournira un nouveau récit de cet épisode :
« Molière étant mort, les comédiens se disposaient à lui faire un convoi magnifique, mais Mr. de Harlay, archevêque, ne voulut pas permettre qu'on l'inhumât. La femme de Molière alla sur le champ à Versailles se jeter aux pieds du roi pour se plaindre de l'injure que l'on faisait à la mémoire de son mari en lui refusant la sépulture. Mais le roi la renvoya en lui disant que cette affaire dépendait du ministère de Mr. l'archevêque et que c'était à lui qu'il fallait s'adresser. Cependant Sa Majesté fit dire à ce prélat qu'il fît en sorte d'éviter l'éclat et le scandale. Mr. l'archevêque révoqua donc sa défense, à condition que l'enterrement serait fait sans pompe et sans bruit. Il fut fait par deux prêtres, qui accompagnèrent le corps sans chanter, et on l'enterra dans le cimetière qui est derrière la chapelle de Saint-Joseph, dans la rue Montmartre. Tous ses amis y assistèrent, ayant chacun flambeau à la main. La Molière s'écriait partout : Quoi ! l'on refusera la sépulture à un homme qui mérite des autels !. »
En 1732, le littérateur Évrard Titon du Tillet fit paraître le premier volume de son Parnasse françois. Il y consacrait un long article à Molière, dans lequel se lit une anecdote qu'il est le seul à rapporter :
« La femme de Molière fit porter une grande tombe de pierre, qu'on plaça au milieu du cimetière de Saint-Joseph, où on la voit encore. Cette pierre est fendue par le milieu, ce qui fut occasionné par une action très belle et très remarquable de cette demoiselle. Deux ou trois ans après la mort de son mari, il y eut un hiver très froid. Elle fit voiturer cent voies de bois dans ledit cimetière et les fit brûler sur la tombe de son mari pour chauffer tous les pauvres du quartier. La grande chaleur du feu ouvrit cette pierre en deux. Voilà ce que j'ai appris, il y a environ vingt ans, d'un ancien chapelain de Saint-Joseph, qui me dit avoir assisté à l'enterrement de Molière, et qu'il n'était pas inhumé sous cette tombe, mais dans un endroit plus éloigné, attenant la maison du chapelain. »

### De Saint-Joseph au Père-Lachaise
[…]
Le 6 juillet 1792, désireuses d'honorer les cendres des grands hommes, les autorités révolutionnaires feront exhumer les restes présumés de Molière et ceux de La Fontaine, qui reposaient dans le même lieu. L’enthousiasme étant retombé, les dépouilles restèrent de nombreuses années dans les locaux du cimetière, puis furent transférés en l'an VII au musée des monuments français. Quand le musée fut fermé, en 1816, on transporta les cercueils au cimetière de l’Est, l'actuel Père-Lachaise, où ils reçurent une place définitive le 2 mai 1817.

Comme l'écrit Georges Forestier à propos des tombes des deux amis au Père-Lachaise : 
« Une tombe au nom de Molière, et contenant peut-être ses restes, y jouxte désormais une autre tombe au nom de La Fontaine où gisent les ossements d’un inconnu puisque le célèbre fabuliste avait été en fait inhumé au cimetière des Innocents... »

## Hommages et épitaphes
Le premier à signaler au public la mort soudaine de Molière est le gazetier Charles Robinet, qui écrit le lendemain même de cette disparition dans sa Lettre en vers à Madame :
« Notre vrai Térence françois,

Qui vaut mieux que l’autre cent fois,

Molière, cet incomparable

Et de plus en plus admirable,

Attire aujourd’hui tout Paris

Par le dernier de ses écrits,

Où d’un Malade imaginaire

Il nous dépeint le caractère

Avec des traits si naturels

Qu’on ne peut voir de portraits tels.

  La Faculté de médecine,

Tant soit peu, dit-on, s’en chagrine,

Et... mais qui vient en ce moment

M’interrompre si hardiment ?

Ô dieux ! j’aperçois un visage

Tout pâle, et de mauvais présage !

— Qu’est-ce, monsieur ? Vite, parlez,

Je vous vois tous les sens troublés.

– Vous les allez avoir de même.

– Hé comment ? ma peine est extrême,

Dites vite. – Molière... – Eh bien,

Molière ? – … a fini son destin.

Hier, quittant la comédie,

Il perdit tout soudain la vie.

Serait-il vrai ? Clion (sic), adieu !

Pour rimer je n’ai plus de feu.

Non, la plume des doigts me tombe

Et sous la douleur je succombe.

À l’extrême chagrin par ce trépas réduit,

Je mis fin à ces vers en février le dix-huit. »

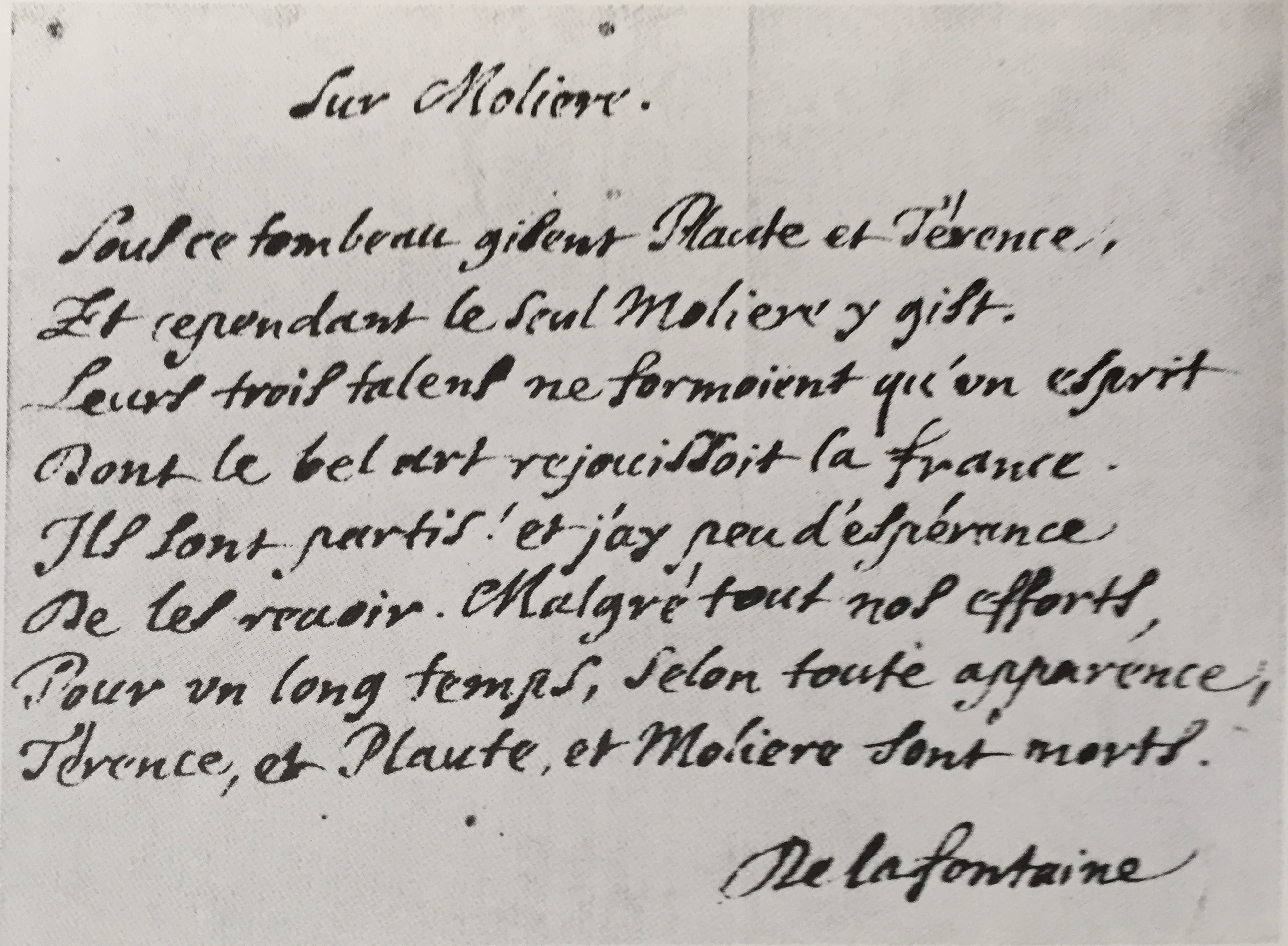
Autographe de l'épitaphe de Molière composée par La Fontaine (Bibliothèque-musée de la Comédie-Française).

Les auteurs de la Préface de 1682 observent que la mort de Molière « dont on a parlé diversement, fit incontinent paraître quantité de madrigaux ou épitaphes. La plupart étaient sur les médecins vengés, qu'on prétendait l'avoir laissé mourir sans secours, par ressentiment de ce qu'il les avait trop bien joués dans ses comédies. »

Et de fait le nombre des épitaphes et autres pièces de vers occasionnées par la fin brutale d'un comédien aussi célèbre que controversé s'élève à plus d’une centaine. Beaucoup expriment de l'hostilité, d'autres célèbrent ses louanges, comme l’épitaphe composée par La Fontaine :
« Sous ce tombeau gisent Plaute et Térence,

Et cependant le seul Molière y gît :

Leurs trois talents ne formaient qu’un esprit,

Dont le bel art réjouissait la France.

Ils sont partis, et j’ai peu d'espérance

De les revoir, malgré tous nos efforts ;

Pour un long temps, selon toute apparence,

Térence et Plaute et Molière sont morts. »

## Légendes et contes
En 1697, Pierre Bayle fait état, dans son Dictionnaire historique et critique, de la légende, qui alors commence à se répandre, selon laquelle Molière serait mort sur scène, et il mentionne quelques-unes des épitaphes qu'elle a suscitées :
« Le principal personnage de la dernière comédie de Molière est un malade qui fait semblant d'être mort. Molière représentait ce personnage, et par conséquent il fut obligé, dans l'une des scènes, à faire le mort. Une infinité de gens ont dit qu'il expira dans cette partie de la pièce, et que dès lors qu'il fut question d'achever son rôle, en faisant voir que ce n'était qu'une feinte, il ne put ni parler ni se relever, et qu'on le trouva mort effectivement. Cette singularité parut tenir quelque chose du merveilleux, et fournit aux poëtes une ample matière de pointes et d'allusions ingénieuses: c'est apparemment ce qui fit que l'on ajouta beaucoup foi à ce conte. Il y eut même des gens qui le tournèrent du côté de la réflexion et qui moralisèrent beaucoup sur cet incident. »
Dès 1674, s'il faut en croire divers auteurs modernes, qui ne citent jamais leur(s) source(s), le bruit court que le corps de Molière a été exhumé et jeté à la fosse commune des non-baptisés.
[…]

### Molière empoisonné
Quelques formules considérées comme sibyllines dans les témoignages contemporains, quelques apparentes incohérences factuelles, ont donné occasion à certains amoureux de Molière à l’imagination fertile (des comédiens singulièrement) de développer, au sujet de la mort inopinée du grand homme, une théorie littéralement « cabaliste » (pour ne pas dire complotiste), mettant en cause les fameux « dévots » de la Compagnie du Saint-Sacrement que l’auteur du Tartuffe aurait stigmatisés neuf ans plus tôt sur ordre de Louis XIV. Molière, selon eux, aurait été empoisonné, victime des ennemis de la vérité, comme le sera plus tard Émile Zola, assassiné par des antidreyfusards.
« La vulgate, écrit ainsi Francis Huster dans une saisissante évocation, veut que [Molière] soit mort sur scène et de maladie. Or, rien ne prouve, bien au contraire, qu'il souffrait de quoi que ce soit. […] La première scène de son ultime chef-d'œuvre débute. Molière, qui s'est mis dans la peau d'Argan, fait l'inventaire des fioles, potions et autres drogues prescrites par ce charlatan de docteur Purgon. […] Pris de crampes soudaines, [il] grimace, mais tient bon jusqu'au bout, transcendé par la scène. Le parterre est bouleversé, c'est Molière qu'on assassine. Ses meurtriers ont arseniqué les fioles folles et il crache du sang. [Quelques lignes plus loin, l'auteur en vient au récit de l'inhumation au cimetière Saint-Joseph.] Là, sans un mot […], on dépose le cercueil dans une tombe creusée à la hâte six pieds sous terre, la terre sainte ne l'étant que jusqu'à cinq. Tout le monde repart dans la nuit glaciale. Tout le monde ou presque, car le curé Lenfant ordonne aussitôt qu'on viole la sépulture, qu'on arrache les clous du cercueil, qu'on s'empare de la dépouille et qu'on la jette dans la fosse commune, à quelques dizaines de mètres. Le cadavre de Molière n'avait aucune chance d'y mourir en paix. Un chien errant [qui a suivi le cortège] et quelques gueux affamés se précipitent pour le dévorer. N'acceptons plus d'avaler les couleuvres de cette authentique fable, forgée de toutes pièces par ces assassins, avec la complicité du pouvoir et de ses héritiers, selon laquelle Molière serait mort de sa belle mort. […] Mensonge d'État qui ira jusqu'à la commande au sieur Grimarest d'une biographie qui ne rime à rien, fabriquée de toutes pièces… »

### Sous le masque de fer

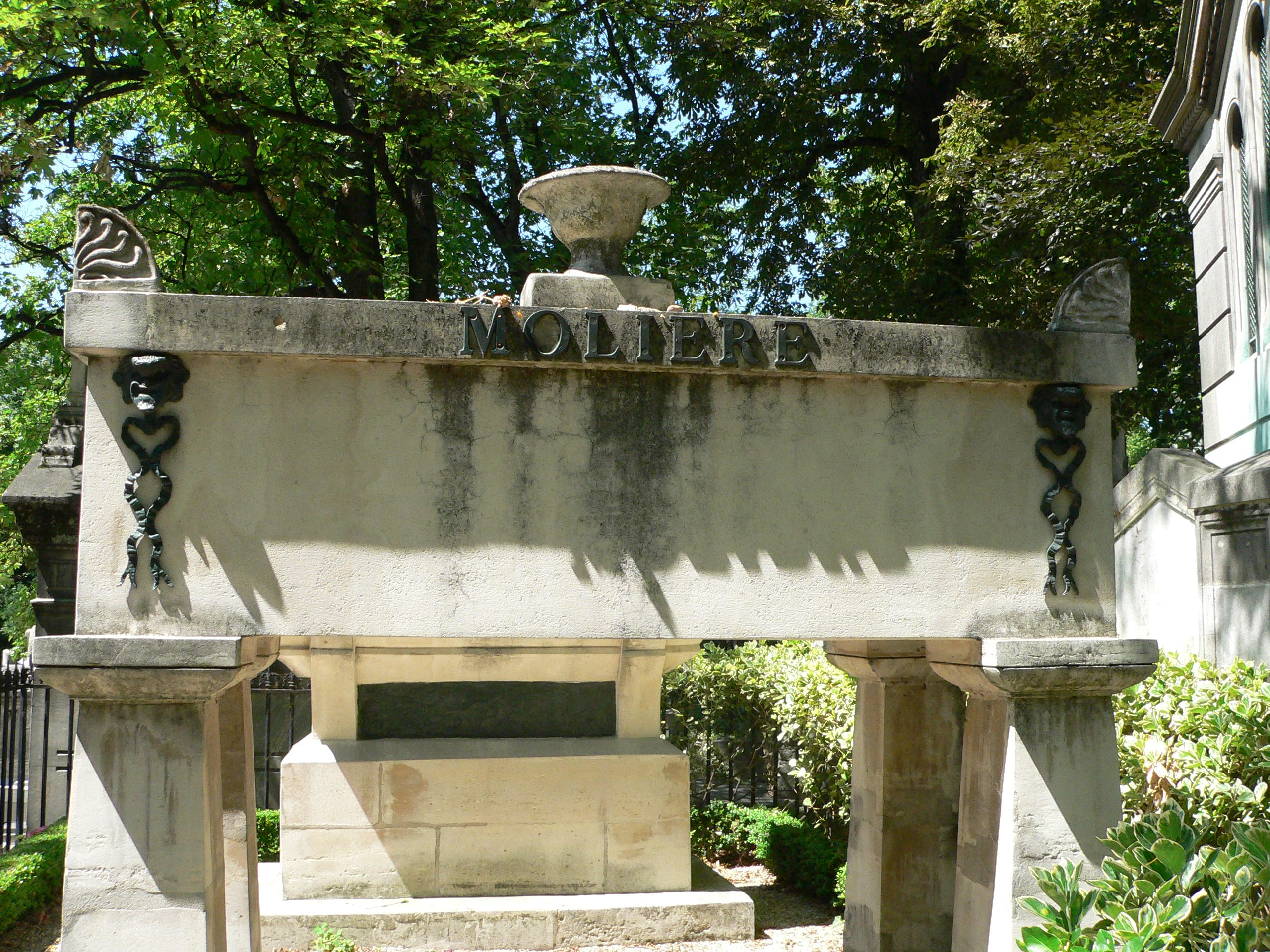
Tombeau de Molière au cimetière du Père-Lachaise : un sarcophage, porté par quatre colonnes ornées des attributs de la comédie, porte notamment la mention : « Molière est dans ce tombeau ».

En 1883, le musicographe et littérateur Anatole Loquin fit paraître, sous le pseudonyme d'Ubalde, une plaquette de 31 pages intitulée Le Secret du Masque de fer, étude sur les dernières années de la vie de J.-B. Poquelin de Molière (1664-1793), qui fit grand bruit parmi les moliéristes. Il y avançait l'hypothèse selon laquelle, le soir du 17 février 1673, Molière aurait été arrêté dans le plus grand secret, alors qu'on le ramenait chez lui après la tragique représentation du Malade imaginaire. […]

## Postérité
Dans le film Molière, ou la vie d'un honnête homme (1978), la réalisatrice Ariane Mnouchkine traite l'épisode de la mort de Molière dans une longue séquence sur un extrait de l'opéra King Arthur (What power art you, Cold Genius, Acte III Scène 2) de Henry Purcell, dans laquelle le comédien dont la bouche est rouge du sang qu'il a vomi est escorté par ses amis jusqu'à sa chambre, tout en revivant en imagination des moments de son passé.
Le film Le Molière imaginaire (2024) évoque de manière fictionnelle le dernier jour du dramaturge, incarné par Laurent Lafitte.